# Sociedad Ecuatoriana de Fisioterapia
La Sociedad Ecuatoriana de Fisioterapia es una organización sanitaria que reúne a los profesionales en Terapia física, kinesiólogos y Fisioterapeutas, fue refundado el 2 de marzo de 2016.

## Historia
La organización que agrupaba a los fisioterapeutas del Ecuador se llamó Federación Ecuatoriana de Fisioterapia, la cual estuvo vigente desde el año 1974 hasta 2015. Desde el año 2013 en el cual se dio de manifiesto el Decreto ejecutivo que buscaba las organizaciones de la sociedad civil, luego de 3 años se culminó el proceso con el Registro oficial N 221. Entonces la Federación Ecuatoriana de Fisioterapia pasó a llamarse Sociedad Ecuatoriana de Fisioterapia.

## Organización
La SEF es miembro de la Confederación Mundial de Fisioterapia desde el 2003. Y se encarga de participar activamente en el mejoramiento de los servicios de salud del Ecuador  correspondiente de los Fisioterapeutas, Terapeutas, Físicos y Kinesiólogos, a través de procesos de formación continua y congresos nacionales.
Los títulos profesionales protegidos por la ley ecuatoriana son: licenciado en Terapia física, licenciado en fisioterapia y tecnólogo médico en terapia física. y según la SEF existen en el país aproximadamente 3010 profesionales, con un estimado de 1,17 fisioterapeuta por cada 10 000 habilitantes. el 63% de fisioterapeutas en Ecuador son mujeres.
- Datos: Q109311956

1. ↑  Tatiana Escobar (5 de abril de 2016).  Redacción Medica, ed. «¡Bienvenida Sociedad Ecuatoriana de Fisioterapia a la escena de salud!». Consultado el 17 de octubre de 2021.
2. ↑  Martha Vélez.  Academia, ed. «ORGANIZACIÓN GREMIAL Y ACADÉMICA DE LOS FISIOTERAPISTAS ECUATORIANOS». Consultado el 17 de octubre de 2021.
3. ↑  «Sociedad Ecuatoriana de Fisioterapia». 2016. Archivado desde el original el 17 de octubre de 2021. Consultado el 17 de octubre de 2021.
4. ↑  Fisioterapia Mundial (2003). «Sociedad Ecuatoriana de Fisioterapia». Consultado el 17 de octubre de 2021.